# 圣母忠仆会教堂 (帕多瓦)
圣母忠仆会教堂（Santa Maria dei Servi）是一座14世纪的罗马天主教教堂，位于意大利帕多瓦的罗马街，该堂由圣母忠仆会管理。堂内保存有多纳泰罗的杰出艺术品。

## 历史
该堂建于1372-1390年，位于尼古拉斯·卡拉拉宫殿的废墟上。1393年，教堂归属圣母忠仆会，并在16世纪进行改建。1807年圣母忠仆会遭驱逐，教堂被没收。
2014年6月，帕多瓦主教接受圣母忠仆会的请求，允其在207年后返回该堂。。

## 室內

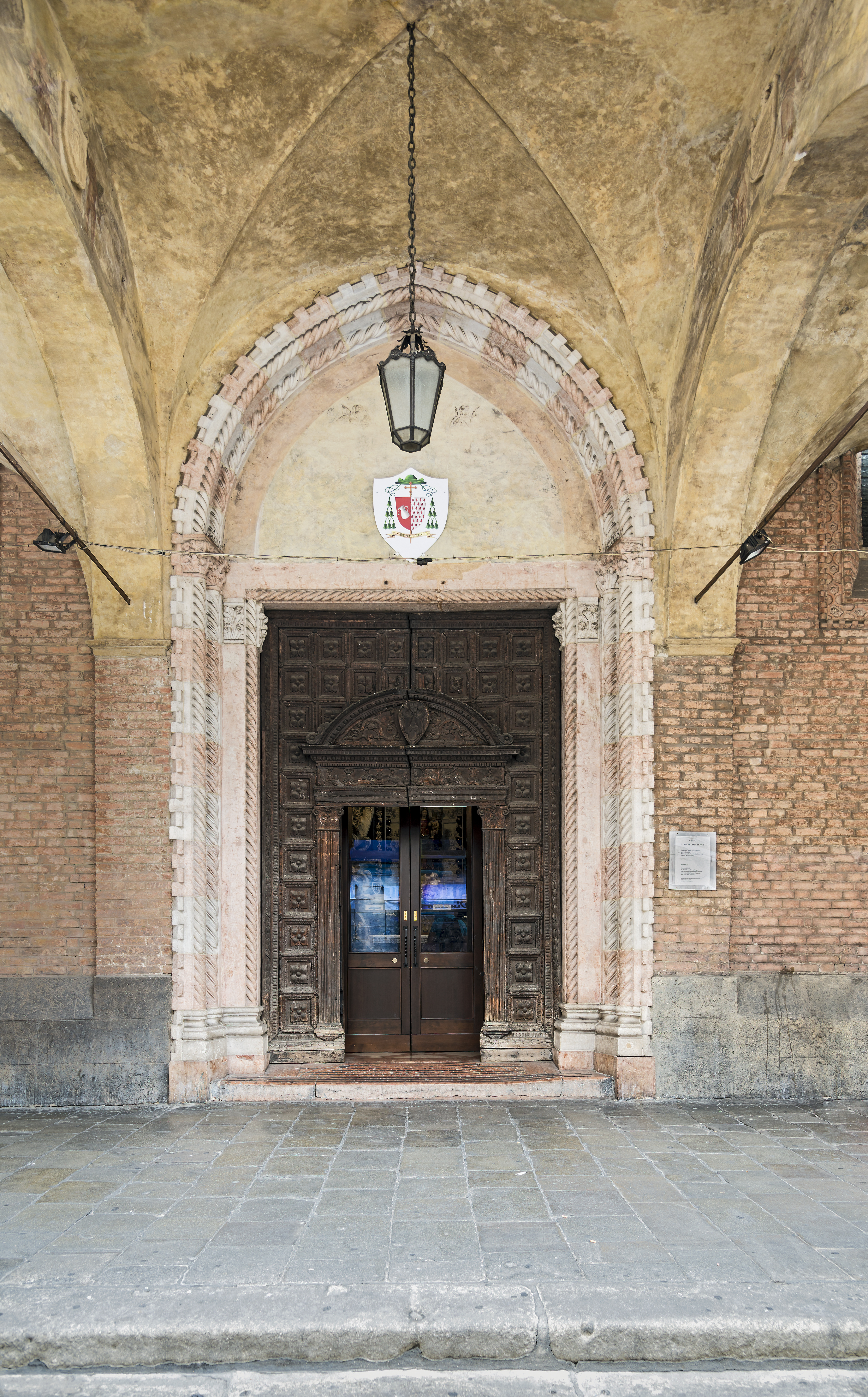
十四世紀哥特式門戶
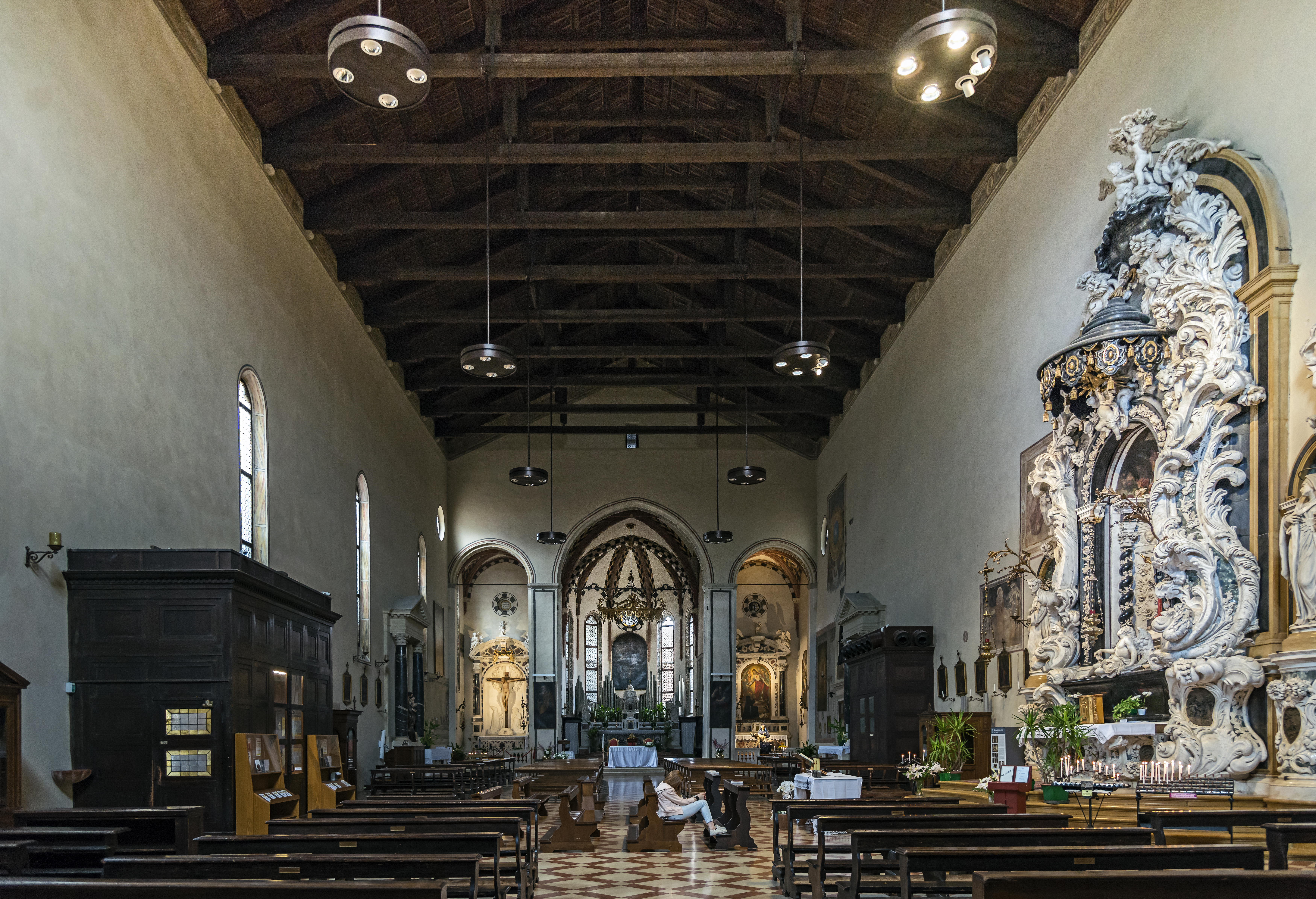
教會內部的看法
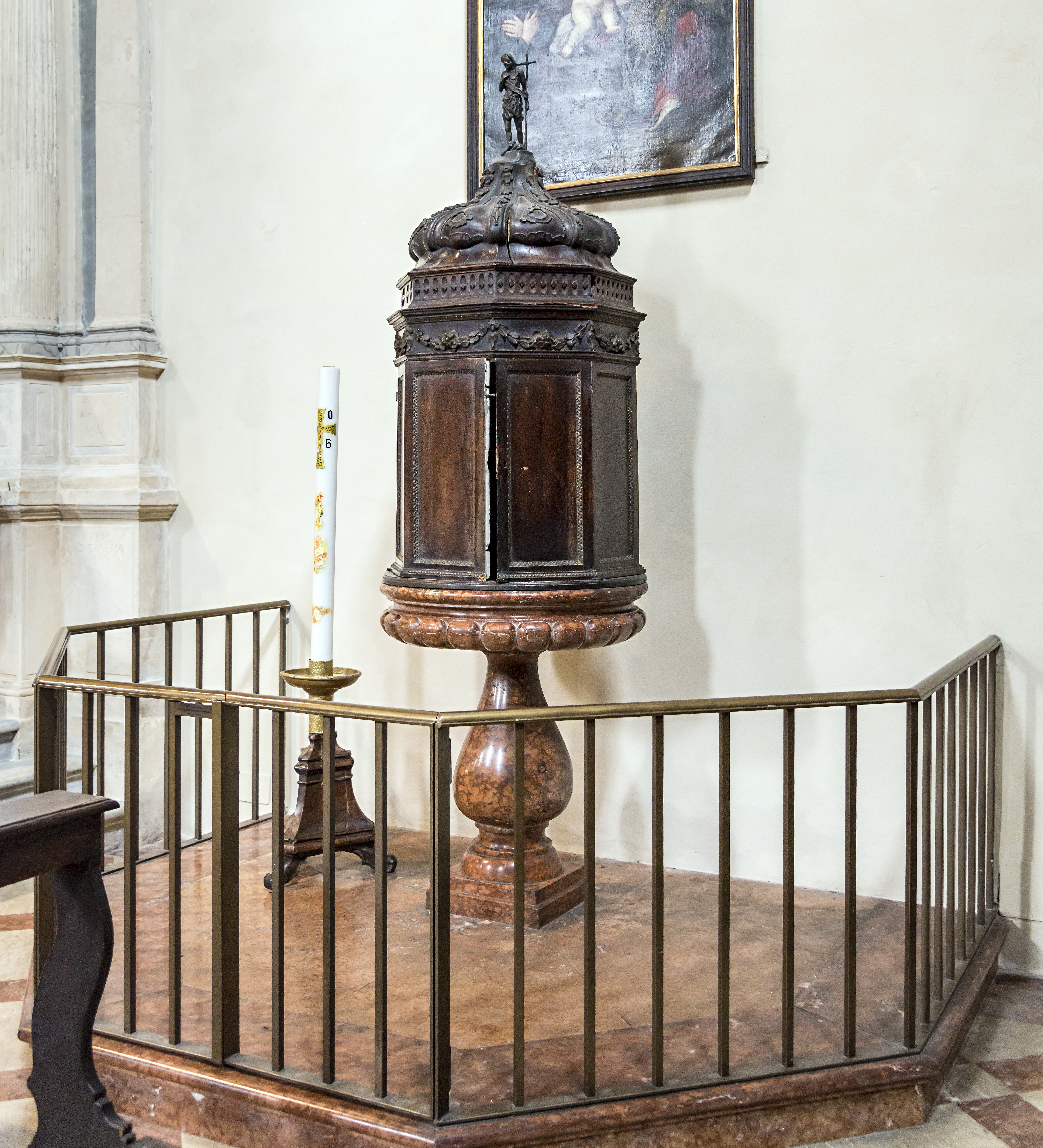
17世紀的洗禮。
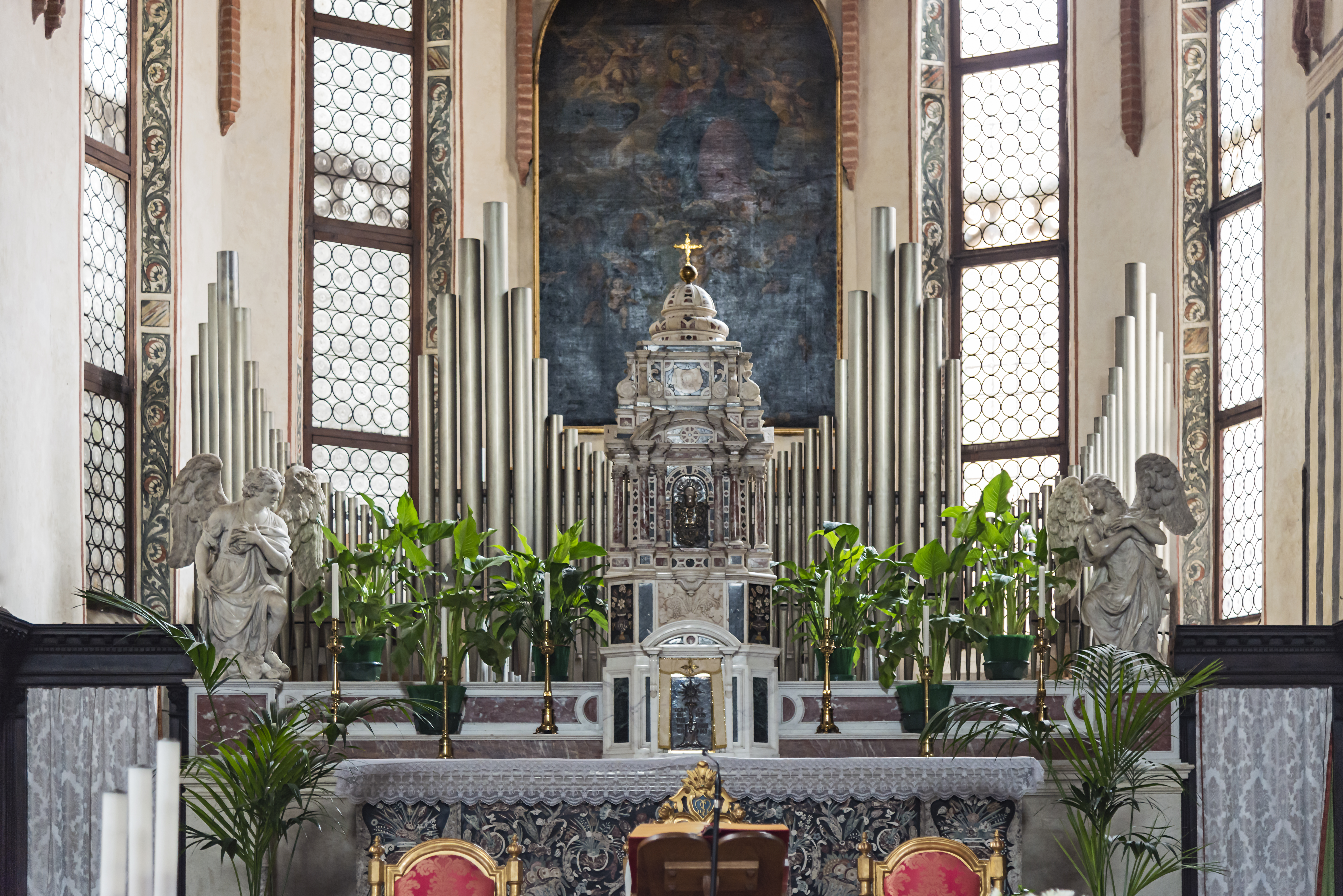
十七世紀的合唱團。
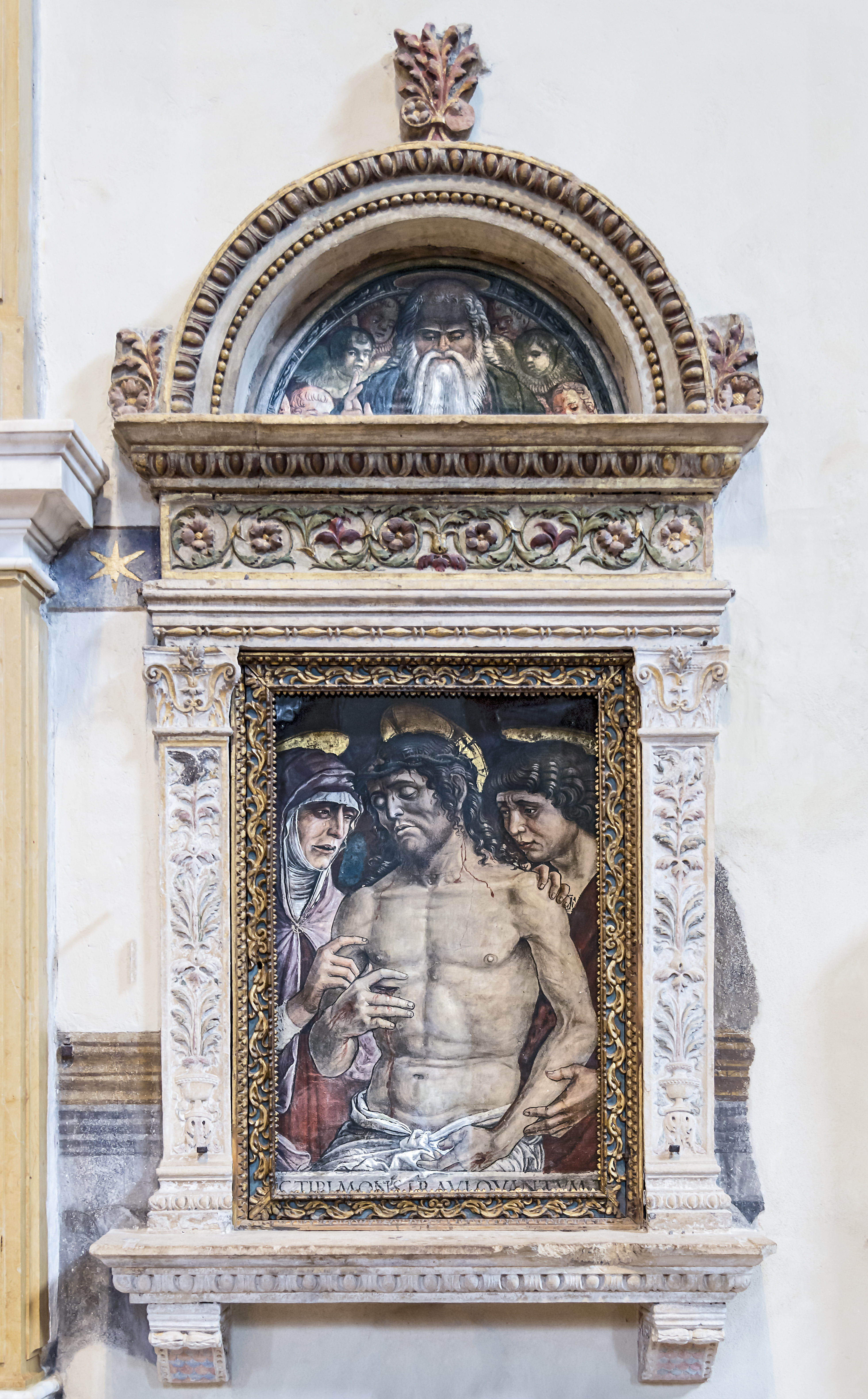
沉积
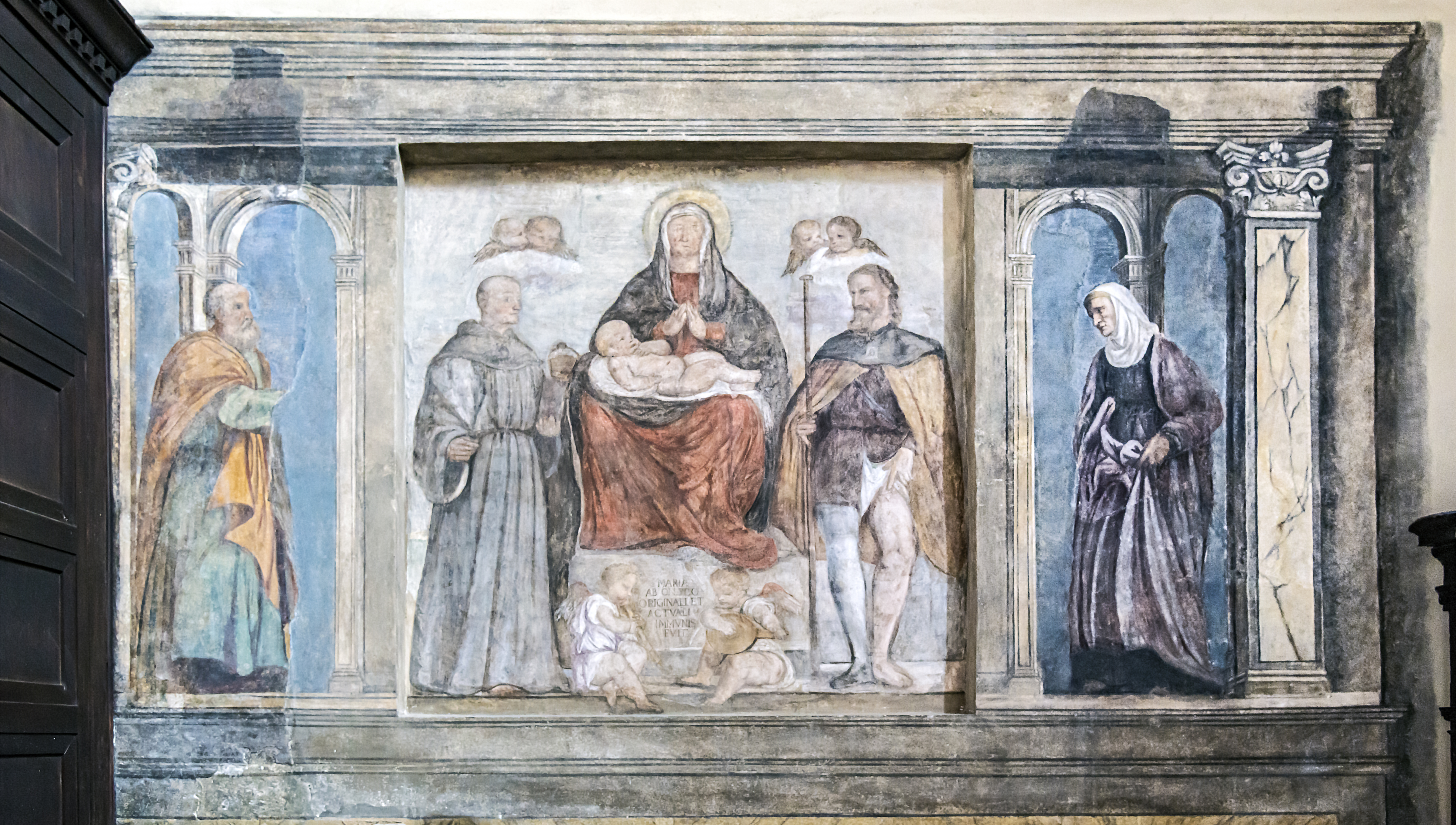
维珍和儿童由Girolamo Tessari.

### 聖母祭壇

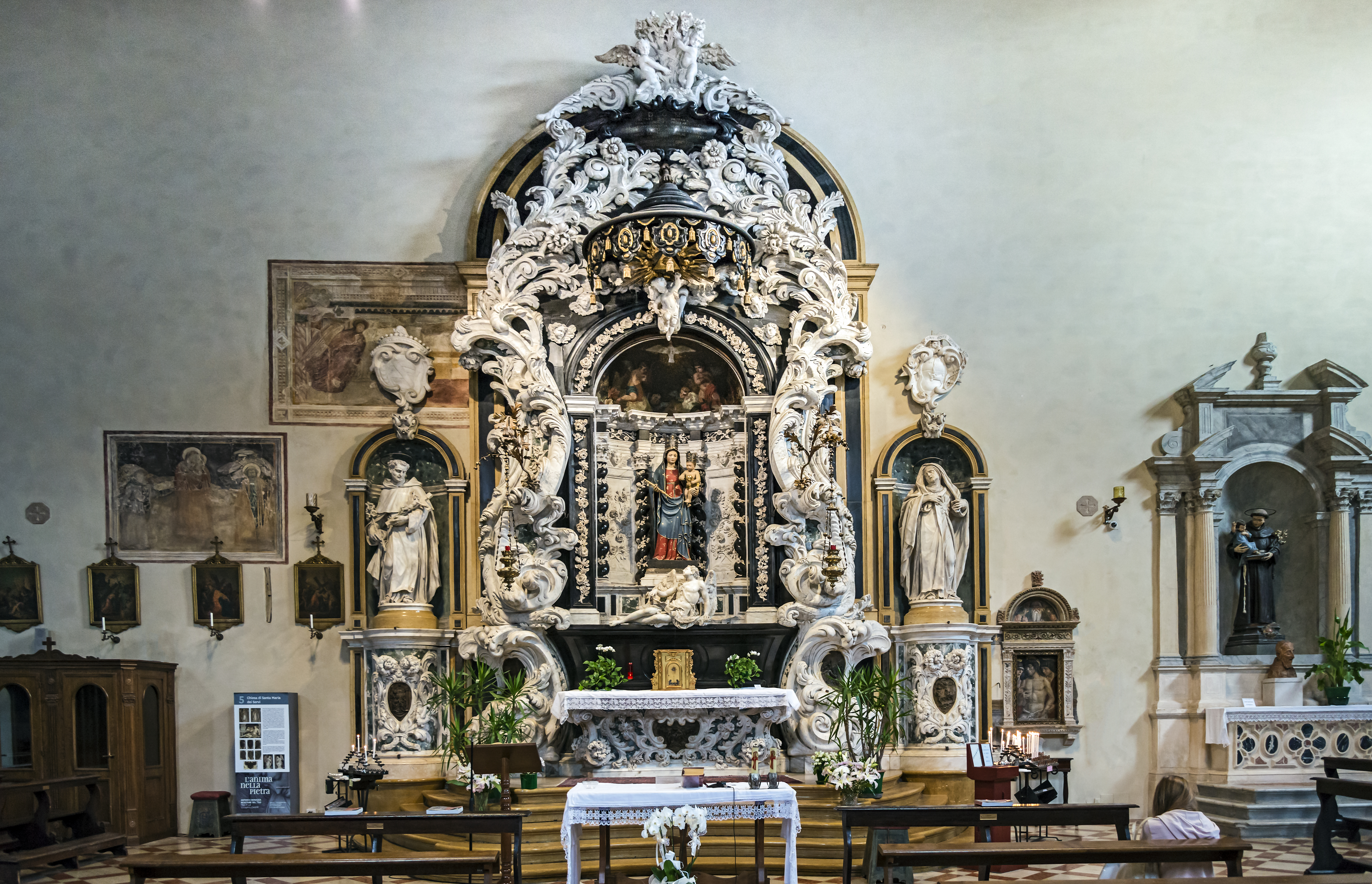
聖母祭壇
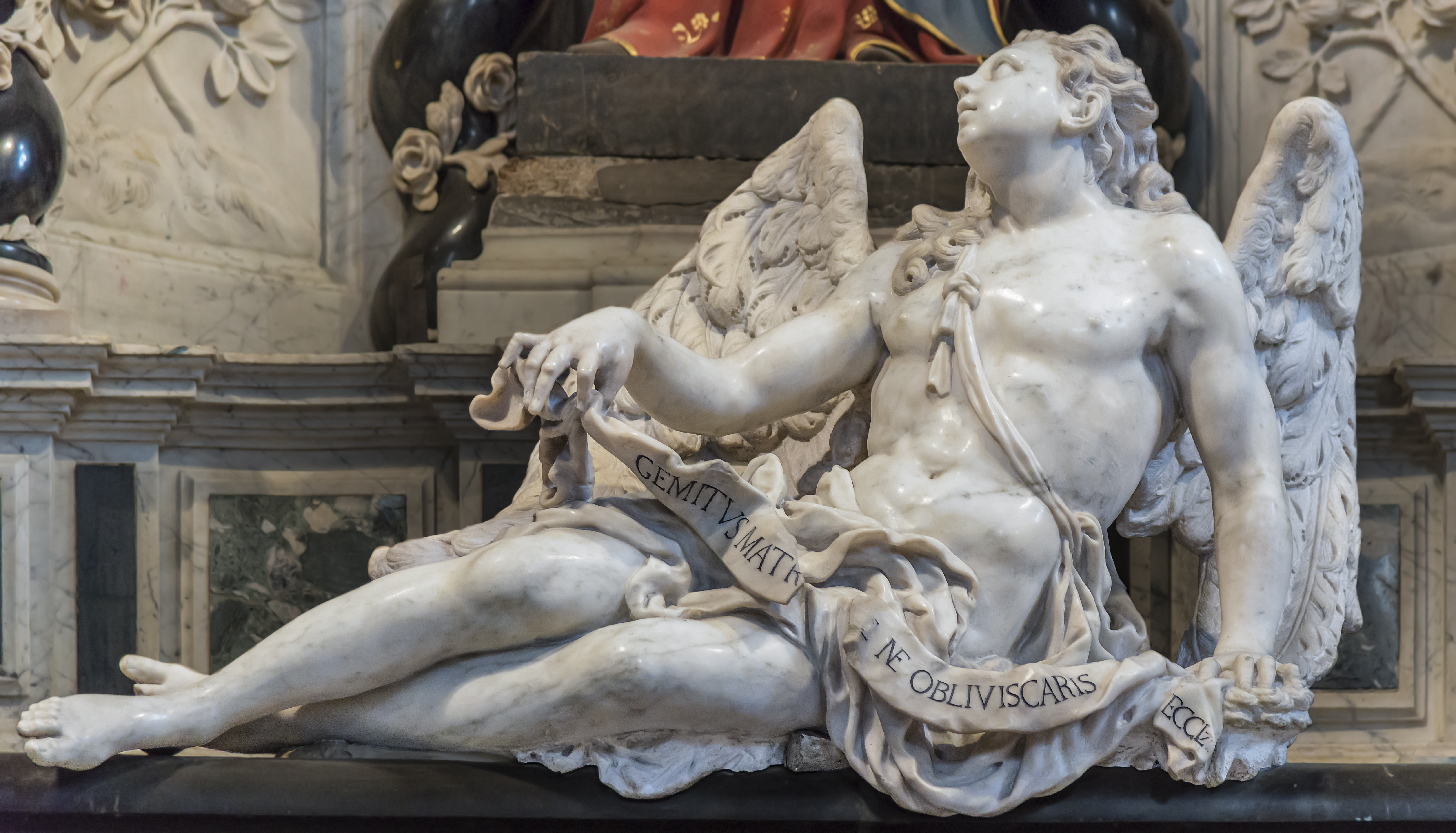
“安傑洛說謊”
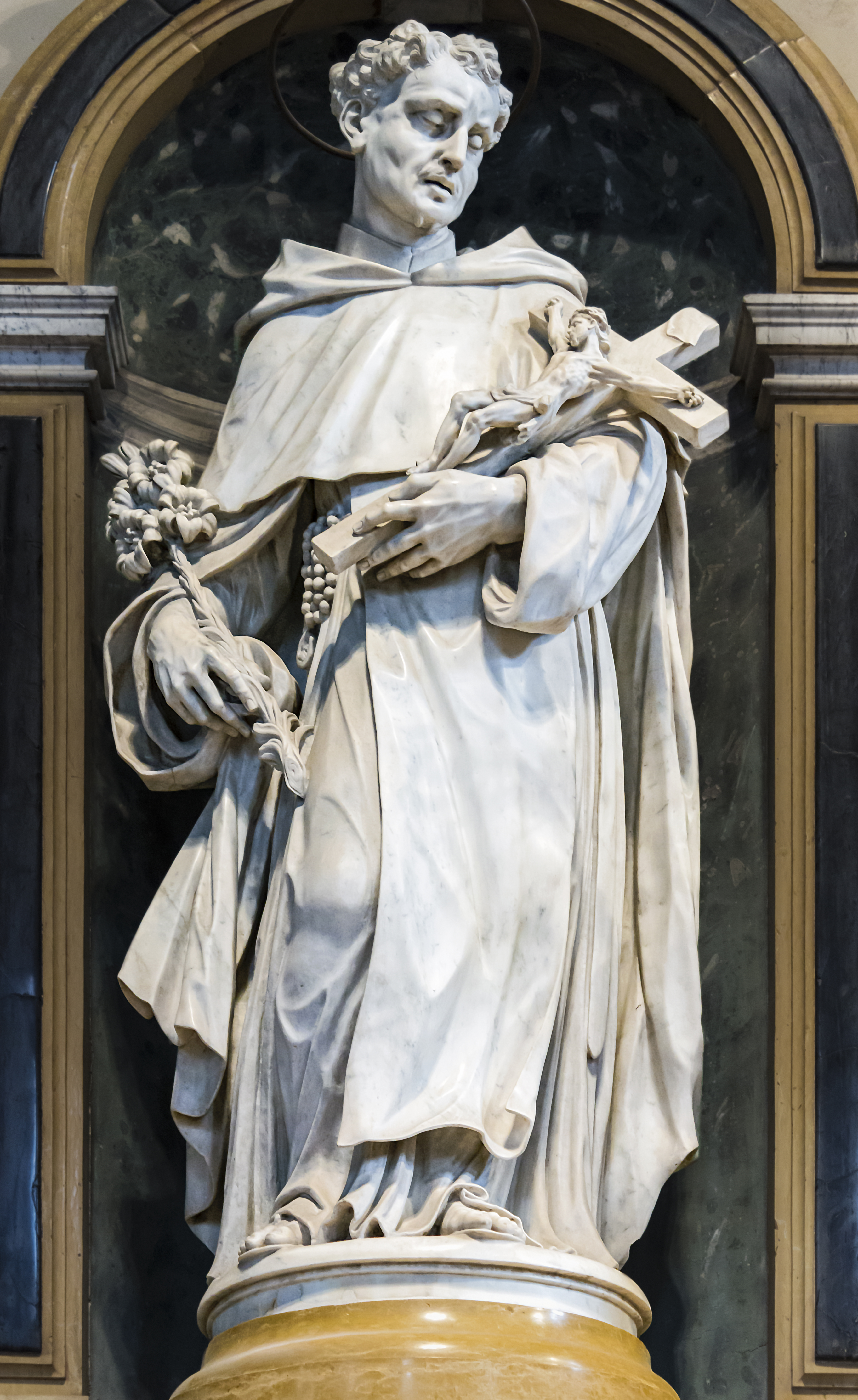
San Filippo Benizi
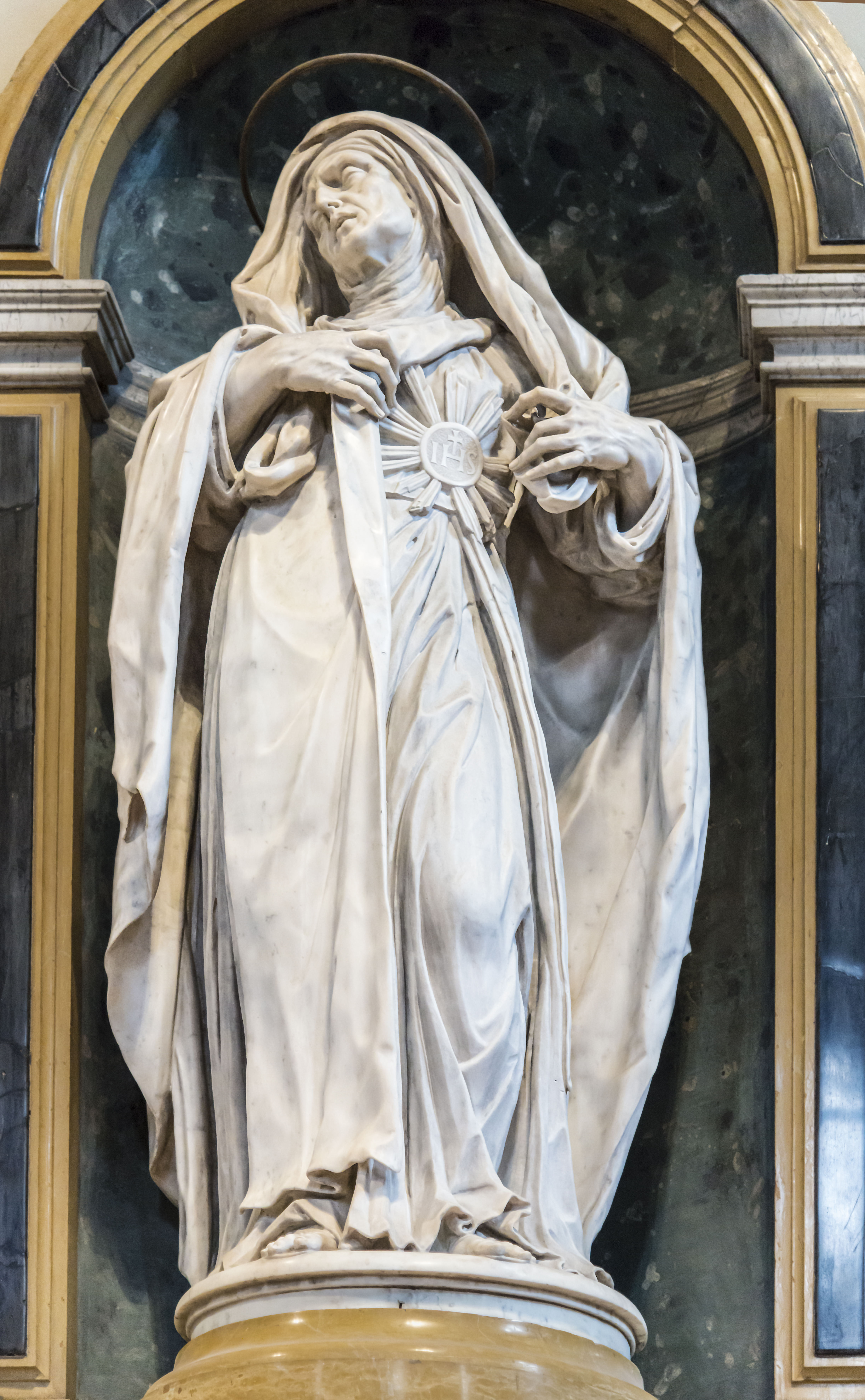
Giuliana Falconieri

### Matteo Ghidoni 作品

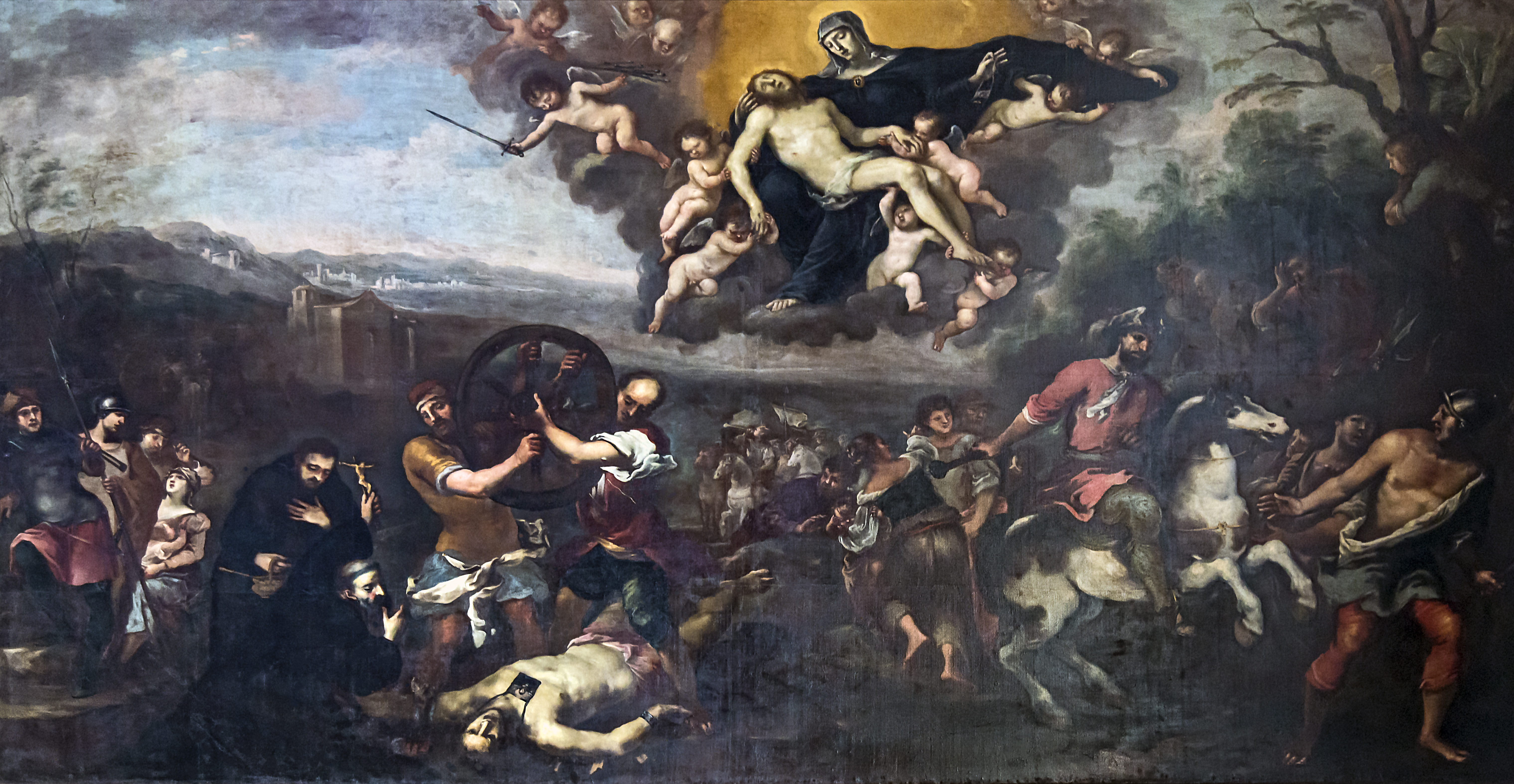
維珍拯救譴責
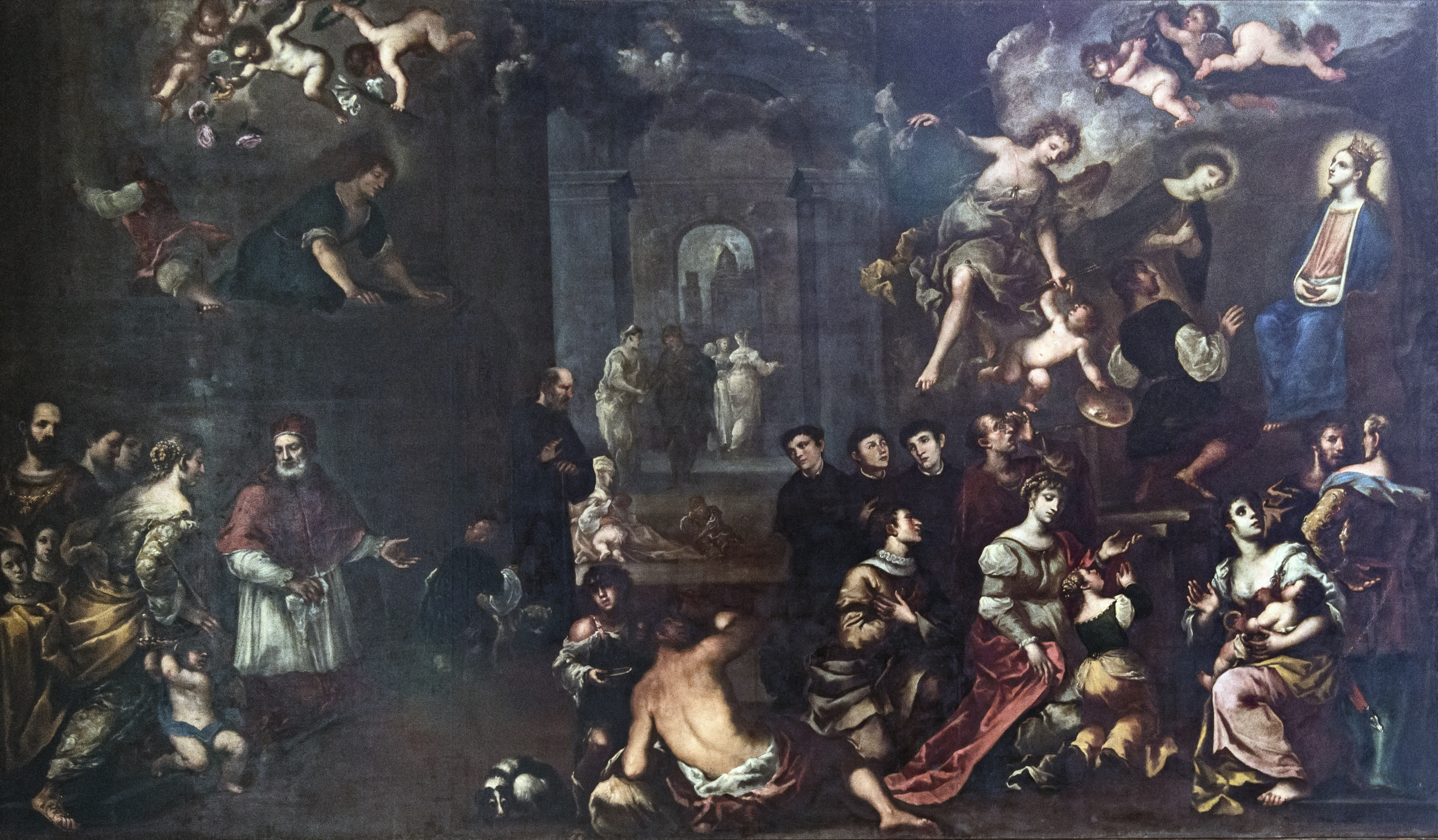
探索报喜的神奇画

### 多纳泰罗的神迹十字架
左边的教堂

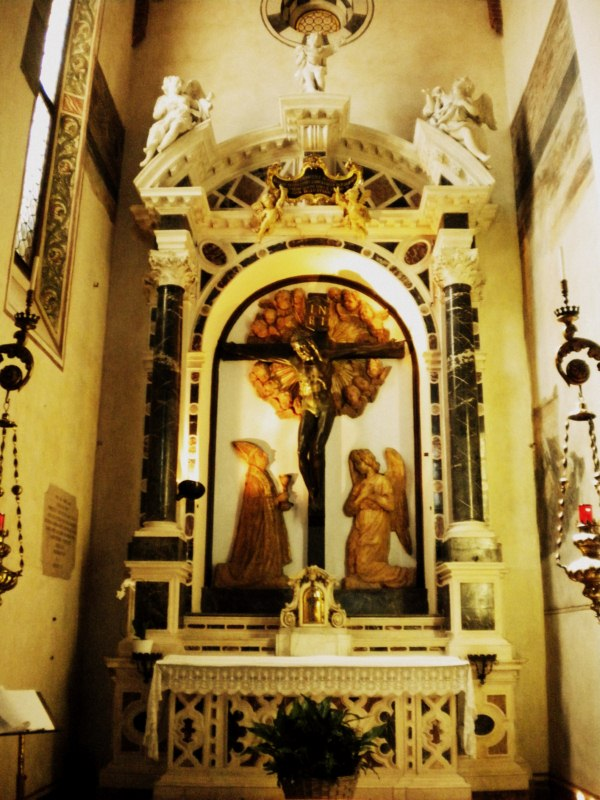
复活节之前，多纳泰罗的神迹十字架
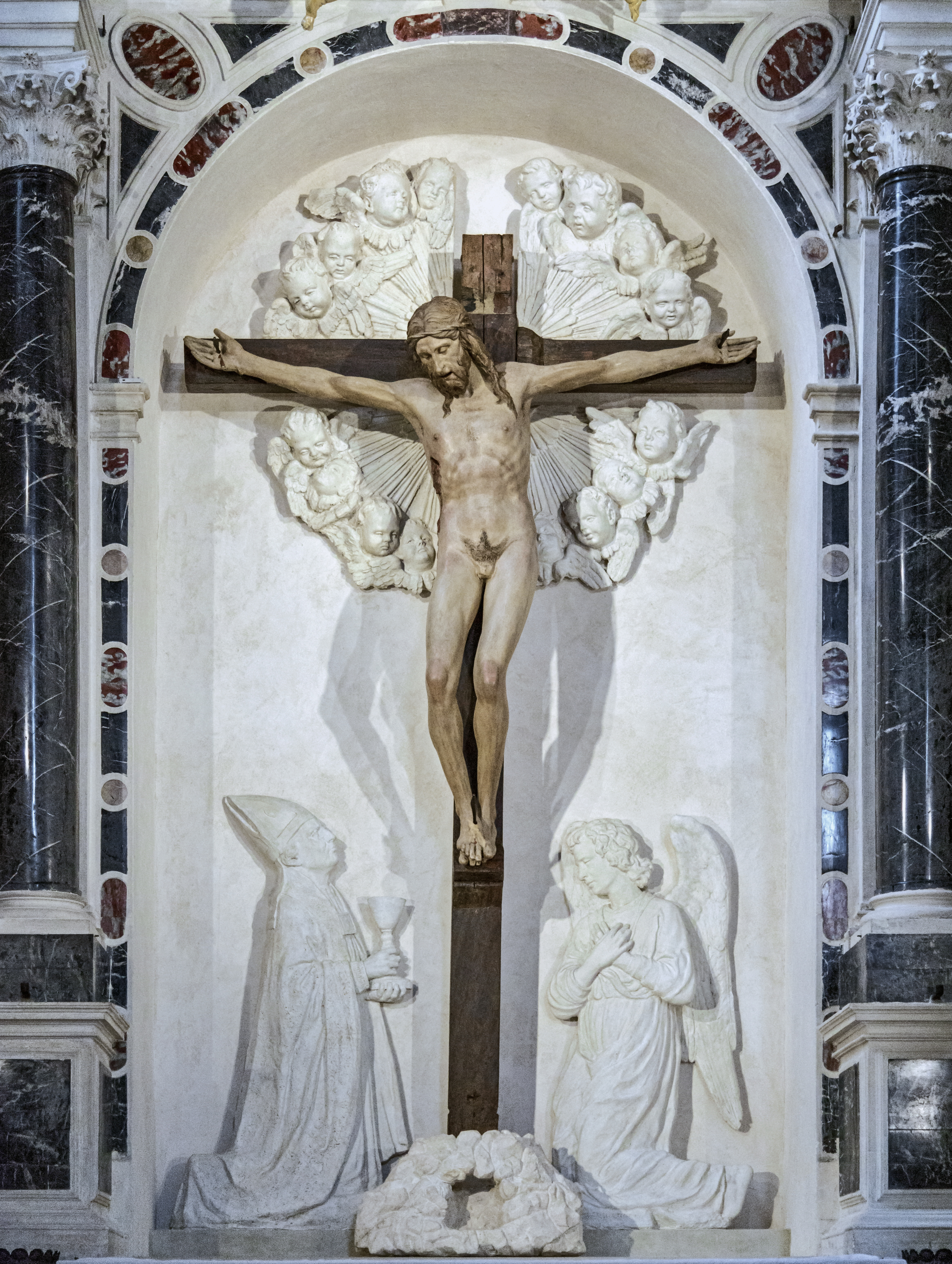
复活节之后，多纳泰罗的神迹十字架